# Чакоян, Джордж
Джордж Чакоян (англ. George Chakoian, 14 июня 1924, Провиденс, США — 4 июля 2023, Линкольн, США) — американский инженер, механик и авиаконструктор, проработавший почти 60 лет в оборонной промышленности США. 
Работал в BIF Industries инженером-конструктором по пневматическим и электрическим системам управления, а также инженером на станции подводного вооружения ВМС США, где проектировал торпеды, запускаемые с подводных лодок. В US Army Natick Laboratories в Натике он провёл 25 лет, разрабатывая системы десантирования тяжёлых грузов.
Чакоян представлял армию и правительство США на конференциях по всему миру, был автором технических отчётов по исследованиям и разработкам аэродинамического торможения для систем вооружений Министерства обороны. Включён в Зал славы авиации Род-Айленда, награждён почётной медалью острова Эллис.

## Биография

### Ранние годы
Чакоян родился 14 июня 1924 года и вырос в Провиденсе и был сыном Дэниела и Маргарет (Дердериан) Чакоян. Он окончил среднюю школу Маунт-Плезант в 1943 году и сразу же добровольно пошёл служить в Военно-воздушные силы Армии США. Он прошёл курсантскую подготовку в авиации, радиошколу и артиллерийскую подготовку и был назначен радистом и стрелком на тяжелый бомбардировщик B-24 в 23-й бомбардировочной эскадрилье 13-й армии США. Совершил 46 боевых вылетов во время Второй мировой войны в юго-западной части Тихого океана. Получил 8 медалей Второй мировой войны от сенатора США Джека Рида в знак признания его военной службы.
После завершения военной службы в конце Второй мировой войны Чакоян вернулся в Род-Айленд и в 1948 году женился на Мэрион Махдесян. В 1949 году он окончил Школу дизайна Род-Айленд, получив степень бакалавра наук по проектированию машин. Затем с женой отправились в Индиану, где он поступил в колледж Tri State и в 1950 году получил степень бакалавра наук по машиностроению.

### Карьера
Чакоян сделал впечатляющую карьеру как инженер-механик и инженер-авиаконструктор. Он работал в BIF Industries инженером-конструктором по пневматическим и электрическим системам управления, а также инженером на станции подводного вооружения ВМС США, где проектировал торпеды, запускаемые с подводных лодок. Его работа над торпедами продолжилась в торпедном подразделении ВМС США в Квонсет-Пойнт, где он получил 3 патента на изобретения от ВМС США за исследования, испытания и оценку торпед, запускаемых с самолетов.
Затем его работа привела его в US Army Natick Laboratories в Натике, штат Массачусетс, где он провел 25 лет, разрабатывая системы десантирования тяжелых грузов. Там он был начальником отдела автоматизированных систем.
Чакоян был очень активен на международной арене. Он председательствовал на международных конференциях НАТО, проводил брифинги по безопасности полётов для Объединенного комитета начальников штабов и представлял доклады в США, Англии, Бельгии, Германии и Канаде.
Он был председателем Комитета по строительству школы Линкольна, председателем комитета по инвестициям церкви Армянской Апостольской Церкви Св. Саага Месропа и председателем правления Армянской студенческой ассоциации.
Получил многочисленные награды на протяжении всей своей жизни, в том числе был включен в Зал славы авиации Род-Айленда, получил Медаль почёта острова Эллис.
Является автором и соавтором 30 технических отчётов в профессиональных журналах. Публиковался в таких изданиях, как New York Times, USA Today, Aviation Week, Machine Design и Astronautics and Aeronautics.